# Protesty w Omanie
Protesty w Omanie – antyrządowe protesty o charakterze społeczno-politycznym w Omanie. Rozpoczęły się 17 stycznia 2011 roku pokojowym marszem. Pod koniec lutego przerodziły się w zamieszki. Inspiracją do protestów dla Omańczyków były udane rewolucje w Tunezji i Egipcie.

## Przebieg
17 stycznia 200 osób wzięło udział w pokojowym marszu, domagając się wyższych wypłat i niższych kosztów produktów. 16 lutego ogłoszono podwyżkę płac minimalnych dla pracowników sektora prywatnego z 364 do 520 dolarów miesięcznie.
Pod wpływem wydarzeń w Bahrajnie, 18 lutego 350 osób wzięło udział w Zielonym Marszu. Protestujący zbierali podpisy pod petycją wzywającą do reform sułtana Omanu Kabusa ibn Sa’ida.
26 lutego 500 demonstrantów zgromadzonych wokół centrum handlowego w przemysłowym mieście Suhar zablokowało drogi do portu i rafinerii. Sułtan Kabus ibn Sa’id, starając się złagodzić napięcia, dokonał roszad w rządzie (między innymi zdymisjonował 13 ministrów) wdrożył program reform, oraz zgodził się rozszerzyć kompetencje parlamentu. Następnego dnia, demonstranci rzucali kamieniami w policję, która użyła gazu łzawiącego, gumowych kul i pałek. Policja rozpędzając manifestacje zabiła sześć osób. Demonstranci domagali się reform politycznych, miejsc pracy i wyższych płac.
Rano 28 lutego podpalono supermarket Lulu w Suhar, a także dwie przychodnie i uniwersytet. 1 marca kontynuowano protesty, w których według władz miała zginąć jedna osoba, a 20 odnieść obrażenia. Tego dnia w Suharze do rozganiania protestujących armia Omanu użyła czołgów.
Kolejna fala protestów miała miejsce 22 kwietnia. Po modłach ok. trzech tysięcy demonstrantów wyszło na ulice miasta Salala, żądając od sułtana przeprowadzenia reform.

## Następstwa
W 2012 roku protesty znów wybuchły na mniejszą skalę, w celu przyspieszenia obiecanych rok wcześniej zmian. W maju ponad 30 aktywistów, pisarzy i blogerów wcześniej krytykujących powolne tempo reform, zostało skazanych na pozbawienie wolności od 12 do 18 miesięcy, pod zarzutem obrazy sułtana.
W lutym 2013 roku ogłoszono plany podwyższenia płacy minimalnej, oraz ograniczenia liczby pracowników z zagranicy. W marcu sułtan ułaskawił aktywistów zatrzymanych w 2012 roku, a w lipcu tych więzionych w związku z protestami 2011 roku.

## Reakcje międzynarodowe
- Amnesty International – 3 marca 2011 organizacja wezwała rząd Omanu do nieużywania "nadmiernej siły" wobec protestujących. Była to reakcja na doniesienia o śmierci dwóch manifestantów[12].
- Arabia Saudyjska – jako, że w związku z protestami w Omanie i wojną domową w Libii doszło do nagłego wzrostu cen ropy naftowej, szef saudyjskiego państwowego koncernu naftowego Aramco Kalid al-Falih stwierdził, że jego firma zrekompensowała wszystkie niedobory w dostawach[13].
- Holandia – wizyta państwowa królowej Beatrycze w Omanie planowana na marzec 2011 roku została przełożona, a jej ranga zmieniona na wizytę prywatną[14].
- Indie –  indyjska ambasada w Omanie wezwała Hindusów przebywających w Omanie do zwiększonej czujności, unikania protestów, w tym udziału w nich[15]. Sułtan Omanu odwołał planowaną wizytę w Indiach z powodu napięć w świecie arabskim.
- Rada Współpracy Zatoki Perskiej – 10 marca 2011 członkowie organizacji ogłosili plan przekazania 10 miliardów dolarów rządowi Omanu[16].
- Reporterzy bez granic – organizacja wyraziła zaniepokojenie aresztowaniem trzech dziennikarzy Al-Dżaziry oraz innych reporterów[17].
- Stany Zjednoczone – Departament Stanu ogłosił, że "z niecierpliwością" przyjął zapowiedzi reform, zachęcając jednocześnie sułtana do dalszych przemian[5].
- Wielka Brytania –  brytyjska ambasada w Omanie 28 lutego 2011 wydała oświadczenie, w którym odradzała podróż do Suharu[18].